# برچسب قیمت (ترانه)
«برچسب قیمت» تک‌آهنگی از هنرمند اهل بریتانیا جسی جی، بی. او. بی است که در سال ۲۰۱۱ میلادی منتشر شد.
این تک‌آهنگ در چارت‌های والونیا، اسکاتلند، فرانسه، ایرلند، فلاندرز، نیوزلند، اتریش، بریتانیا، در رتبه اول و در چارت‌های ایتالیا، نروژ، آلمان، لهستان، سوئیس جزو ده ترانه اول قرار گرفت.